# Assassinio nella cattedrale (opera)
Assassinio nella cattedrale è il titolo di tragedia per musica composta da Ildebrando Pizzetti, su libretto proprio, ispirata al dramma omonimo per il teatro di Thomas Stearns Eliot.
La prima rappresentazione dell'opera si è avuta con successo al Teatro alla Scala di Milano il 1º marzo 1958 diretta da Gianandrea Gavazzeni con Leyla Gencer, Mirto Picchi, Dino Dondi, Nicola Rossi-Lemeni, Nicola Zaccaria, Lino Puglisi ed Enrico Campi.
Tema della tragedia è l'uccisione e il martirio dell'arcivescovo di Canterbury Thomas Becket avvenuta nella cattedrale di Canterbury nell'anno 1170.
Il filo conduttore riscontrabile nell'opera di Pizzetti è quello dell'amore universale di matrice religiosa cattolica, il medesimo che ha ispirato per altre opere questo compositore che si avvicinò al dramma di Becket in età ormai senile.
A dispetto di un Thomas Becket uomo solo e tormentato da dilemmi morali la parte corale caratterizza e definisce gli interventi degli altri personaggi della tragedia, in una chiave di puro misticismo più vicina a un taglio poetico piuttosto che drammatico.
Del cast della prima mondiale facevano parte il protagonista Nicola Rossi-Lemeni e il soprano Leyla Gencer. Fra gli interpreti successivi più famosi di quest'opera figura anche il basso Ruggero Raimondi.

## "L'assassinio" di Karajan
Nel 1998 la casa editrice discografica Deutsche Grammophon ha pubblicato un CD dell'opera di Pizzetti, recuperando alcune preziose registrazioni monofoniche - di proprietà dall'austriaca ORF - effettuate tra il 1960 e il 1964 all'Opera di Stato di Vienna. In quegli anni, infatti, il celebre direttore d'orchestra Herbert Von Karajan condusse diverse recite dell'Assassinio nella cattedrale.
La particolarità di questa incisione sta nel fatto che Karajan scelse l'edizione in lingua tedesca. In effetti il CD s'intitola Mord in der Kathedrale e annovera, nel cast, artisti come Hans Hotter, Gerhard Stolze, Anton Dermota, Walter Berry e Christa Ludwig.